# تحقيق هوب سيمبسون

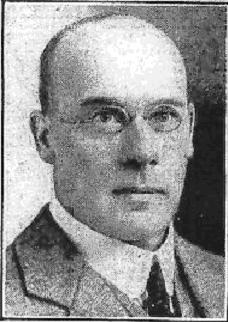
جون هوب سيمبسون

تقرير الهجرة وتسوية الأراضي والتطوير، الذي يُشار إليه عادةً باسم تحقيق هوب سيمبسون أو تقرير هوب سيمبسون كان لجنة بريطانية أدارها السير جون هوب سمبسون، والتي أسست في أغسطس 1929، للتطرق إلى شؤون الهجرة وتوطيد الأراضي واستقرار التنمية في ولاية فلسطين البريطانية، كما أوصت لجنة شو، بعد الشغب الشاسع في فلسطين لعام 1929.
يعود تاريخ التقرير إلى 1 أكتوبر 1930، لكنه أُصدر في 21 أكتوبر 1930. وقد أوصى التقرير بالحد من هجرة اليهود بناءً على القدرة الاقتصادية الاستيعابية لفلسطين. كانت ورقة باسفيلد وايت أيضاً بتاريخ 1 أكتوبر 1930، ونصحت بتقييد مماثل لهجرة اليهود.

## تسوية الأراضي والتوظيف
تفويض وطموح اللجنة هوب سيمبسون كان ربط قضايا الهجرة وتسوية الأراضي والتنمية الزراعية بطريقة تسمح للحكومة بإطلاق سياسات يمكن أن تخدم البلاد كلها. أكّد التقرير على الحاجة إلى تطوير نظام مائي وطني كأساس للنظام الذي أراد أن ينشئه. بالاعتماد على هذه النصيحة وعلى الخبرة الاستعمارية في مكان آخر، أسست الحكومة لاحقاً مجلس مياه وصغت أول مشروع قانون للري.
أبلغت اللجنة عن نمو أسعار العقارات وتوفرها للعرب:

«دفع اليهود أسعاراً مرتفعة مقابل الأرض، وبالإضافة إلى ذلك، دفعوا لبعض سكان تلك الأراضي مبلغاً كبيراً من المال والذي لم يكونوا ملزمين بدفعه قانونياً.»

في الواقع، نتيجة شراء الصندوق القومي اليهودي لأرض في فلسطين أصبحت تلك الأرض خارج الحدود الإقليمية. لن تكون مجرد أرض من حق العرب أن يستفيدوا منها سواء الآن أو في المستقبل. ليس فقط أن يأمل في تأجيرها أو زرعها، بل أيضاً بموجب الشروط المتزمتة لإيجار صندوق التمويل اليهودي الوطني، سيُحرم إلى الأبد من عمل في الأرض.
لقد استنتج أن الخوف العربي من التأثير المدمر للاستعمار الصهيوني قد ثبتت صحتها، ولهذا دعت إلى ضوابط:

«من المستحيل النظر برباطة الجأش إلى توسّع المنطقة المعزولة في فلسطين التي يُستبعد منها العرب. يقدّر السكان العرب بالفعل نقل الأراضي إلى أيدي الصهاينة بفزع وانزعاج. لا يمكن أن يُعتبر هذا بلا أساس من الصحة في ضوء السياسة الصهيونية المذكورة أعلاه.»

أكد سيمبسون أنه نظراً لسياسة العمل الصهيونية التي تمتد إلى جميع الشركات اليهودية، لم يستطع المزارعون العرب المشردون العثور على وظائف غير زراعية ما يجعل مشكلة البطالة بين العرب «خطيرة وواسعة النطاق».
«لا شك أن هناك بطالة خطيرة في الوقت الراهن بين الحرفيين العرب والعمال العرب.»
«بطالة العرب خطيرة وعامّة.»

## ردود الفعل على التقرير
جادل المتحدثين الرسميين اليهود أن هوب سيمبسون تجاهلت قدرة النمو الصناعي. وأن النمو الاقتصادي سيفيد كلاً من اليهود والعرب.